# Anthophila abhasica
Anthophila abhasica är en fjärilsart som beskrevs av Aleksandr Sergeievich Danilevsky 1970. Anthophila abhasica ingår i släktet Anthophila och familjen gnidmalar. Inga underarter finns listade i Catalogue of Life.